# Knappheit
Knappheit (englisch scarcity) ist in der Volkswirtschaftslehre das Missverhältnis zwischen den unbegrenzten Bedürfnissen der Menschen und den zu ihrer Bedürfnisbefriedigung begrenzt zur Verfügung stehenden Gütern und Dienstleistungen. Das Gegenteil ist der Überfluss.

## Allgemeines
Nicht die gesamte Volkswirtschaft ist von Knappheit gekennzeichnet. Freie Güter wie Luft weisen keine Knappheit auf, denn sie sind im betreffenden Gebiet zur betrachteten Zeit in so großer Menge vorhanden, dass jeder Mensch so viele Einheiten des Gutes konsumieren kann wie er will, beziehungsweise bis seine Sättigungsmenge erreicht ist. Wirtschaftsgüter dagegen werden über ihre Knappheit definiert (und deshalb auch „knappe Güter“ genannt), denn sie stehen nicht zu jeder Zeit und an jedem gewünschten Ort in der gewünschten Qualität und Menge zur Verfügung; in der DDR waren Bananen knapp, in der BRD dagegen nicht. Trinkwasser wiederum ist in der Wüste knapp, in Deutschland jedoch nicht. Für die Frage der Knappheit ist nicht die Begrenztheit der Güter von Bedeutung, sondern dass sie im Verhältnis zum Umfang der Bedürfnisse zu gering sind; Knappheit ist also ein relativer Begriff. Sie erfordert Wirtschaften, das darauf abzielt, die Knappheit zu mildern und die knappen Mittel so zu lenken, dass eine bestmögliche Bedürfnisbefriedigung erfolgt.
Knappheit kann sich neben der Quantität oder Qualität (Produktqualität, Dienstleistungsqualität) auch auf Ort oder Zeitpunkt ihrer Verfügbarkeit beziehen. Jede Art von Mangel (wie Geldmangel) betrifft lediglich bestimmte Wirtschaftssubjekte an einem bestimmten Ort zu einer bestimmten Zeit.

## Geschichte

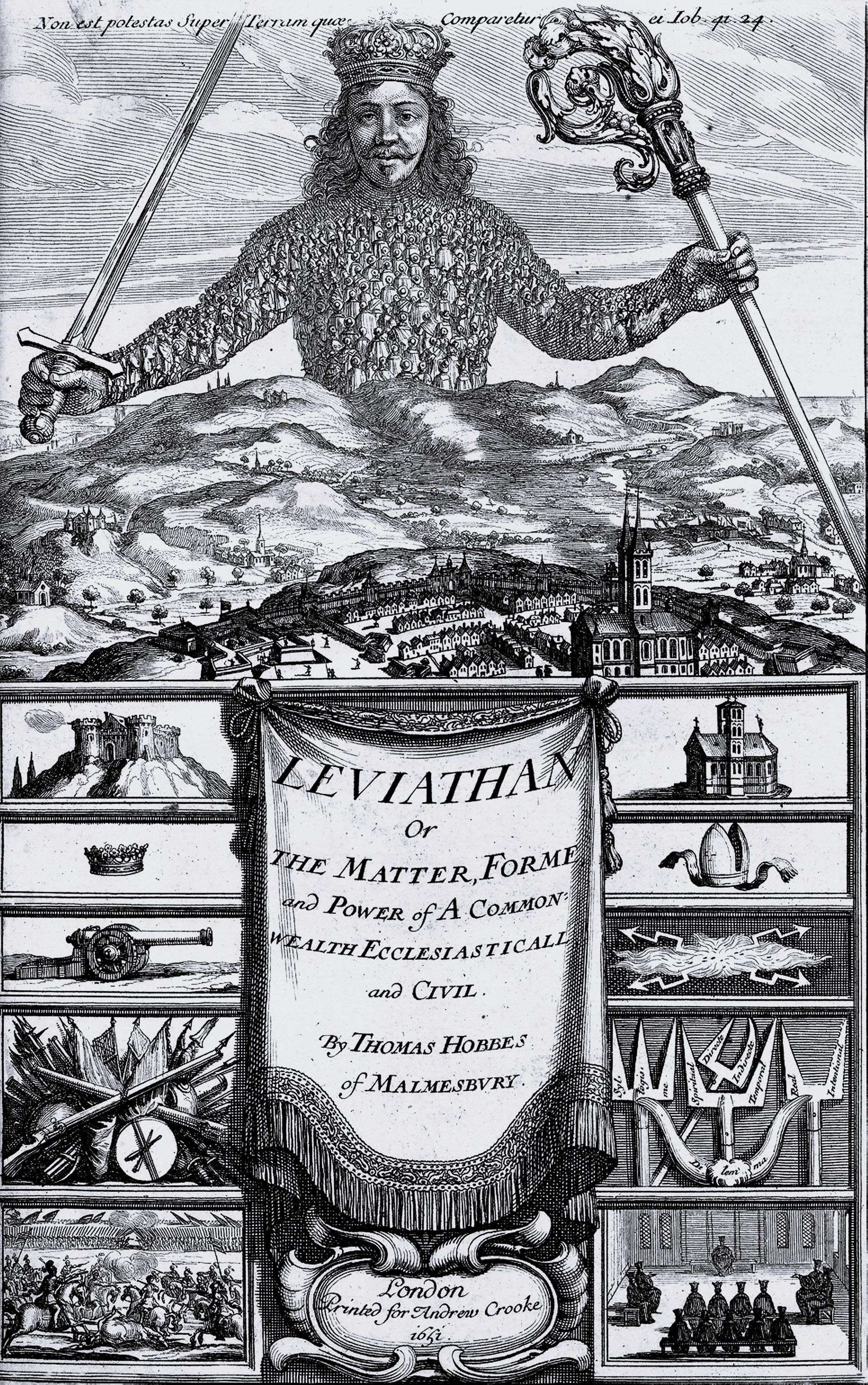
Titelblatt von Hobbes’ Leviathan (1651)

Die Knappheit ist so alt wie die menschlichen Bedürfnisse. Im Merkantilismus galt Geld als knapp. Martin de Azpilcueta sinnierte 1556 über die Beziehung zwischen Knappheit und Kaufkraft des Geldes, denn bei knappem Geld seien Güter billiger zu haben; bei Knappheit ist Geld mehr wert. Diese Überlegungen sind der Vorläufer für die 1568 von Jean Bodin formulierte naive Quantitätstheorie des Geldes. In seiner Preistheorie verwandte der Merkantilismus einen relativen Knappheitsbegriff: Güter sind mehr oder weniger knapp, und dementsprechend ist ihr Preis höher oder niedriger. Eine systematisch entwickelte Knappheitstheorie geht jedoch erst auf Thomas Hobbes und John Locke zurück. Für Hobbes galt Knappheit in seinem 1651 erschienenen Hauptwerk Leviathan als Verhältnis zwischen begrenzten Zugriffsmöglichkeiten und unbegrenzter Begierde. Da alle Güter knapp seien, bedürfe es dem Staat als Regulativ. Alle Wirtschaftssubjekte müssten permanent danach trachten, sich besserzustellen, in einem „beständigen Fortgang von einem Wunsch zum andern, wobei die Erreichung des ersteren immer dem folgenden den Weg bahnen muss“. John Locke ging 1690 in seiner Knappheitstheorie davon aus, dass nicht die sozialen Beziehungen die Ursache für Knappheit seien, sondern dass Knappheit von Natur aus gegeben sei. Daher müsse der Mensch für knappheitsbewältigende Produktion und für Expansion sorgen. Die Knappheit des Bodens ist für ihn eine Folge der Geldwirtschaft. Samuel von Pufendorf unterstrich 1675 in seinem Hauptwerk „Acht Bücher“ nachdrücklich, welche Rolle die Knappheit eines Gutes für die auf dem Markt geltende Größe spielt: „Die Seltsamkeit einer Sache thut demnach das meiste zu Erhöhung ihres Preises.“
Während bei den Merkantilisten das Geld „knapp“ war, galt bei den Physiokraten Grund und Boden als knapp. Auch für die klassische Nationalökonomie galt der Boden stets als knappes Gut. Diese Knappheit von Grund und Boden beschrieb Adam Smith mit den Worten, die Existenz von Grundrenten sei Indiz für die „Freigiebigkeit der Natur“. Er unterschied in seinem Buch Der Wohlstand der Nationen (März 1776) zwischen der natürlichen Knappheit (englisch natural scarcity) und der künstlichen Knappheit (englisch artificial scarcity). Er definierte Knappheit in Bezug auf die Nachfrage, nicht in Bezug auf das Angebot.
Thomas Robert Malthus untersuchte 1798 das Verhältnis von Bevölkerungswachstum und Bodenertrag und gelangte in seinem Bevölkerungsgesetz zu der Prognose, dass der Bodenertrag nur in arithmetischer Progression (1, 2, 3, 4, 5 usw.) wachsen könne, die Bevölkerung jedoch in geometrischer Progression (1, 2, 4, 8, 16 usw.) wachse, mit der Folge von Hunger und Armut durch Knappheit der Nahrung. Nicht Verbesserungen in der Produktion, sondern Geburtenkontrolle (etwa durch Enthaltsamkeit) erschien dem Pfarrer Malthus als Möglichkeit, die Armut dauerhaft zu bekämpfen. David Ricardo sah 1817 den Grundeigentümer als Nutznießer der Knappheit, weil in einer wachsenden Volkswirtschaft der Boden der einzige nicht vermehrbare Produktionsfaktor sei. „Es gibt einige Güter, deren Wert ausschließlich durch ihre Knappheit bestimmt wird“. Ricardo zufolge kann die Grundrente immer dann entstehen, wenn Grund und Boden sich als knapp und von unterschiedlicher Qualität erweisen. Seine Differentialrententheorie zeigt, dass er die Knappheit primär aus natürlichen und erst sekundär aus sozialen Faktoren ableitet.
Erst John Stuart Mill stützte 1848 die Malthussche Bevölkerungslehre mit dem Bodenertragsgesetz. Der von Mill beeinflusste Neomalthusianismus propagierte Verhütungsmittel zur Geburtenkontrolle, die Malthus noch abgelehnt hatte. Ihre Prognosen sind heute verifiziert.
Nassau William Senior entwickelte 1836 seine Theorie der konstitutiven Eigenschaften Reichtum stiftender Güter (englisch Constituents of Wealth), zu deren Güter-Eigenschaften er die Begehrtheit (englisch utility), technische Tauglichkeit zur Befriedigung von Bedürfnissen, Knappheit (englisch limitation of supply) und Übertragbarkeit (englisch transferableness) zählte; Knappheit hielt er für die wichtigste. Damit widersprach er der Auffassung von Smith, Malthus und Mill, für die Reichtum lediglich aus materiellen Objekten bestand. Eine von Antoine-Elisée Cherbuliez 1852 für seinen Beitrag über Knappheit zu einem Volkswirtschaftlexikon erstellte Systematik der Knappheitsursachen unterschied zwischen normalen (Ernteausfälle), anormalen (Kriege, Epidemien) und künstlichen Krisenursachen. Daraus leitete er die echte (durch natürliche Ursachen) und künstliche (durch Staatsintervention) herbeigeführte Knappheit ab. Für Léon Walras existierte Knappheit (französisch rareté) der Dinge, wenn sie sowohl nützlich als auch in der Menge nur begrenzt verfügbar sind. Er definierte 1874 die Knappheit als die Beziehung zwischen der Unendlichkeit der Bedürfnisse und der Seltenheit der zu ihrer Befriedigung verfügbaren Mittel. Sein Vater Antoine-Auguste Walras definierte 1831 die Knappheit als Quotienten von Nachfrage und Angebot.
Gustav Cassels Preistheorie aus 1918 beruhte ausschließlich auf dem Prinzip der Knappheit, die gesamte Wirtschaft wird nach Cassel vom Prinzip der Knappheit beherrscht. „Da die Mittel der Bedürfnisbefriedigung in der Regel nur in begrenzter Menge zur Verfügung stehen und da die Bedürfnisse der zivilisierten Menschen in ihrer Gesamtheit unersättlich sind, sind die Mittel der Bedürfnisbefriedigung im Verhältnis zu den Bedürfnissen in der Regel knapp“. Sobald sich mithin für eine bestimmte Ware ein Preis bildet, wird nur diejenige Nachfrage, die den Preis zu zahlen bereit ist, befriedigt und so beschränkt, dass sie mit dem Angebot übereinstimmt. John Maynard Keynes prognostizierte 1931 den Zeitpunkt der Sättigung und das „Ende des dunklen Tunnels der Knappheit“. Profit entsteht Keynes’ Allgemeiner Theorie der Beschäftigung, des Zinses und des Geldes vom Februar 1936 zufolge durch die Knappheit an Realkapital (Produktionsmittel), ein Geldzins existiere nur wegen der Geldknappheit. Knappheit ist bei Lionel Robbins 1932 die Grundlage des wirtschaftlichen Handelns, denn die Wirtschaftswissenschaften interessierten sich für das menschliche Verhalten als „Beziehung zwischen Zielen und knappen Mitteln mit alternativen Verwendungsmöglichkeiten“.

## Arten
Knappheit liegt vor, wenn die Nachfrage größer ist als das Angebot. Im ungünstigsten Fall ist bei gegebener Nachfrage das Angebot „null“, die Knappheit also am größten.
Die Knappheit kann daher sowohl durch die Angebots- als auch die Nachfrageseite ausgelöst werden:
- Natürliche Knappheit: Liegt vor allem bei zufälliger Knappheit, bei nicht-erneuerbaren Rohstoffen und bei nicht produzierbaren Gütern vor.
  - Zufällige Knappheit: Unvorhersehbare Schwankungen im Angebot von Obst, Gemüse oder Getreide, etwa durch schlechte Ernten wegen Dürre oder Unwetter, werden als zufällige Knappheit definiert.[23] Diese Knappheit ist durch die Landwirtschaft nicht beeinflussbar, sie kann zu erheblichen Preissteigerungen beitragen.
  - Nicht-erneuerbare Rohstoffe kommen aus Lagerstätten mit begrenzten Rohstoffvorkommen. Je höher ihr Verbrauch und/oder je geringer ihr Vorkommen ist, umso mehr steigt ihre Knappheit (etwa Edelmetalle wie Gold, Platin oder Palladium; Diamanten).
  - Zu den nicht produzierbaren Gütern gehört beispielsweise Wasser, das zur Wasserknappheit führen kann. Diese kann durch Dürre ausgelöst werden, aber auch strukturell bestehen wie in der Wüste. Der Boden unterliegt als nicht vermehrbarem Produktionsfaktor einer natürlichen Knappheit (abgesehen von den wenigen Möglichkeiten der Landgewinnung oder Melioration), da dem weltweiten Bevölkerungswachstum nicht nutzbare Brachflächen gegenüberstehen, so dass die Besiedlung weitgehend durch Erhöhung der Bevölkerungsdichte gelöst werden muss.
- Nachfragebedingte Knappheit:
  - Hamsterkäufe: Im Vorfeld etwa von vorhergesagten Naturkatastrophen kommt es zur starken Nachfrage nach Lebensmitteln und sonstigen Gütern, die als Notvorrat dienen und einen Zeitraum überbrücken sollen, während dessen nicht gekauft werden kann. Die für den Handel nicht planbaren großen Nachfragemengen führen zu Engpässen in der Versorgung.
  - Der Mangel kann auch erst während des Verkaufsprozesses entstehen, wenn Güter mit dem Attribut „solange der Vorrat reicht“ oder „knappe Vorräte“ angepriesen werden, so dass der Verbraucher sie als knapp und damit wegen des Knappheitsprinzips als besonders begehrenswert wahrnimmt. Das gilt auch für die „limitierte Auflage“.
- Künstliche Knappheit: Ist das Angebot nicht auf natürliche Weise begrenzt wie beispielsweise bei Edelmetallen, so kann eine künstliche Knappheit erzeugt werden.
  - Eine künstliche Ursache von Knappheit wird vor allem von Unternehmen bei Luxusgütern praktiziert, die bewusst weniger anbieten als Nachfrage vorhanden ist. Renommierte Modelabels (wie die It-Bags von Louis Vuitton, Hermès oder Chanel) oder Schmuckhersteller nutzen das Knappheitsprinzip durch Hochpreisstrategie und Wartezeit, verzichten auf die Ubiquität und vermarkten ihre Produkte nur in wenigen ausgesuchten Flagship-Stores. Auch das Guerilla-Marketing und der Pop-up-Verkauf nutzen das Marketinginstrument der künstlichen Knappheit. Während Guerilla-Stores den Zugang zum Laden durch eine ungewöhnliche Lage reglementieren, bieten Pop-up-Stores ein zeitlich begrenztes (Windhundprinzip), knappes Sortiment an.[24]
  - Staatlich angeordnete Einfuhrkontingente (wie die Zuckerquote) oder Produktionsquoten (Milchquote) stellen eine künstliche Verknappung des Angebots dar. Durch sie soll entweder die heimische Industrie geschützt oder ein Marktversagen beseitigt oder verhindert werden.
  - Die maximal mögliche Zahl aller Bitcoins beträgt 21 Millionen. Die maximale Geldmenge wurde durch das Netzwerkprotokoll festgelegt und kann nicht durch einzelne Teilnehmer beeinflusst werden. Bitcoins haben daher die Eigenschaft der Knappheit. Durch die Halbierung des Block Rewards für das Errechnen eines neuen Blocks nach jeweils 210.000 Blöcken sinkt zudem das Angebot an neuen Bitcoins, was (im Falle weiter zunehmender Nachfrage) zu einer zusätzlichen Verknappung des Angebots führt.

## Wirtschaftliche Bedeutung
Knappheitsthemen beschäftigen die Volkswirtschaftslehre, spielen bei Armut und Hunger sowie beim Verteilungsproblem eine Rolle.

### Volkswirtschaftslehre
Die Volkswirtschaftslehre kann als „Lehre von der Knappheit“ beschrieben werden. Je größer die Knappheit ist, umso mehr wird das Bedürfnis und damit auch der Nutzen und Wert von Gütern wachsen. Ein Gut ist dann knapp, wenn es nicht ausreicht, um alle darauf gerichteten Konsumwünsche zu befriedigen. Ökonomische Knappheit hat demnach nichts mit absoluter Begrenztheit oder Seltenheit zu tun. Der Preis zeigt die relative Knappheit von Gütern oder Dienstleistungen an. Der Preis eines knappen Gutes ist größer als null, der eines freien Gutes ist null. Je größer die Knappheit eines knappen Gutes, desto höher ist sein Preis. Die Preisbildung hat nach dem Knappheitsprinzip die Aufgabe, die Nachfrage so weit zu beschränken, dass sie mit den zur Verfügung stehenden Gütermengen befriedigt werden kann.

### Armut und Hunger
Armut und Hunger sind heute zwei weltweite Erscheinungsformen der Knappheit. Sie müssen nicht notwendigerweise große Armut oder einen Mangel an lebensnotwendigen Gütern bedeuten, auch wenn dies in Entwicklungs- und Schwellenländern oft zu beobachten ist. Armut ist zweifellos der am meisten verbreitete und wichtigste Fall von Knappheit. Der Reichtum erscheint damit als ein Überfluss von ökonomischen Gütern, Armut als deren Mangel. Die wissenschaftliche Auseinandersetzung mit dem Thema „Knappheit finanzieller Mittel“ findet bisher vor allem in der Soziologie statt, und zwar im Rahmen der so genannten „Armutsforschung“. Hunger ist die Knappheit an Nahrung. Die globale Wasserknappheit „hat ihre Grundursachen jedoch in den Machtverhältnissen, in Armut und Ungleichheit, nicht in der tatsächlichen Verfügbarkeit von Wasser“. Eine latente Knappheit ergibt sich aus der begrenzten Verfügbarkeit nichterneuerbarer Rohstoffe. Ihr Verbrauch vergrößert deren Knappheit. Alle Beispiele zeigen, dass Knappheit orts- und/oder zeitabhängig ist, so dass die Knappheit auch ein Verteilungsproblem darstellt.

### Verteilungsproblem
Die Verteilung nennt man in der Wirtschaftswissenschaft Allokation. Ein Verteilungsproblem existiert als Problem überhaupt nur dann, wenn Knappheit vorliegt. Ohne Knappheit gäbe es kein Verteilungsproblem, weil der Bedarf für jedermann jederzeit gedeckt werden kann. Niklas Luhmann zufolge sind Verteilungsprobleme mit der Knappheit von Gütern verbunden: „Im Unterschied zum allgemeinen Problem der Endlichkeit soll von Knappheit … nur gesprochen werden, wenn die Problemlage durch Entscheidungen mitbestimmt ist, die innerhalb der Gesellschaft beobachtet und zur Diskussion gestellt werden können – seien es Zugriffsentscheidungen oder Verteilungsentscheidungen. Erst die Entstehung von Knappheit spaltet die Gesamtheit der im Prinzip endlichen Menge in knappe und nicht knappe Güter.“ Aus dem rechtsstaatlichen Verteilungsprinzip folgt zunächst, dass der Staat die durch das Marktverhalten entstandene primäre Güterverteilung als Ausfluss der grundrechtlichen Freiheit grundsätzlich hinzunehmen hat. Der Staat würde zum totalitären Versorgungsstaat, übernähme er für alle ungleich verteilten knappen Güter eine Verteilungsfunktion. Im freiheitlichen Sozialstaat gewährt Knappheit daher als solche kein Eingriffsrecht des Staates, denn über das Existenzminimum hinaus hat verfassungsrechtlich niemand einen Anspruch auf einen konkreten Anteil an der Gütermenge. Der Staat ist nur bei der sekundären Güterverteilung (Umverteilung) befugt, die Marktergebnisse der primären Güterverteilung zu korrigieren.

## Betriebswirtschaftslehre
(Betriebs)Wirtschaftliche Entscheidungen führen in der Praxis stets zu Knappheit und damit zu Verteilungsproblemen. Knappheit der betrieblichen Produktionsfaktoren besagt, dass im Unternehmen die Kapazitäten so dimensioniert werden müssen, dass mittelfristig deren Vollbeschäftigung erwartet werden kann. Temporär kann sich dann bei Beschäftigungsspitzen Knappheit zeigen, die Engpass genannt wird und zur Überbeschäftigung von Personal führt (Überstunden). Überbeschäftigung ist ein Indikator für knappe Kapazitäten. Hiervon können alle betrieblichen Funktionen betroffen sein (beispielsweise Material-, Personal-, Finanz- oder Logistikknappheit). Im Einproduktunternehmen kann bei linearer Produktionsfunktion lediglich der Engpassfaktor knapp sein, dem dann auch der Deckungsbeitrag zugerechnet wird. Einige Engpässe sind kaum vermeidbar wie beispielsweise der Fachkräftemangel. Eugen Schmalenbach sah die Werkstoffe als knappen Faktor an, was er „gehemmte Beschaffung“ nannte. Sowohl diese Engpässe als auch Überkapazitäten müssen durch eine vorausschauende Engpassplanung (Produktionsplanung) vermieden werden. Konrad Mellerowicz stellte 1926 fest, dass ohne Nachfrage keine Knappheit vorhanden sein könne, weil ein Gut knapp nur gegenüber einer bestimmten Nachfrage sein könne. In der Knappheit liege zudem bereits das Element des Angebotes, denn nur bei einem nicht genügenden Angebot könne eine Knappheit entstehen.
Bei relativ preisunabhängig (hohe Preiselastizität der Nachfrage) gekauften Gütern haben die Anbieter ein Interesse daran, sie künstlich zu verknappen. Im Rahmen des Marketings wird künstliche Knappheit als Marketinginstrument genutzt. Um die Exklusivität eines Produktes oder einer Marke zu sichern, wird die produzierte Menge bewusst zu niedrig angesetzt und auf die möglichen Erträge aus den nicht produzierten Mengen verzichtet. Typische Beispiele sind limitierte (und teilweise nummerierte) Sonderauflagen von Produkten, insbesondere von Luxusgütern oder aber auch Güter, die jeder Mensch zum Leben braucht (wie beispielsweise Speisesalz).

## Knappheit in der Soziologie
Knappheit wird in der Soziologie seltener direkt thematisiert. Jedoch ist die Bekämpfung der „Knappheit“ (nach Bálint Balla) Gegenstand allen sozialen Handelns. Dies erklärt sowohl unterschiedliche Formen sozialer Konflikte als auch Formen der Hilfe. Um sie zu beheben, arbeitet der soziale Akteur, wählt Formen der Gegenseitigkeit (siehe Tausch in der Soziologie), entreichert oder bereichert andere oder sucht Formen der Kompensation in anderen sozialen Feldern (siehe Sublimierung).